# French Toast
French Toast — американський панк-рок гурт із Вашингтона, округ Колумбія. Гурт був створений у 2001 році та розпався у 2006 році.

## Історія
Джеррі Бушер (Jerry Busher) і Джеймс Канті (James Canty) створили гурт French Toast у 2001 році. Бушер і Канті — друзі вже понад 20 років. Вони виступали в кількох гуртах округу Колумбія — Nation of Ulysses, Make Up, Fidelity Jones і Fugazi (Бушер гастролював з гуртом вісім років і брав участь у записі альбому «The Argument») — але ніколи не співпрацювали один з одним. Однак на початку 2000-х Бушер і Кенті обидва виступали в гурті All Scars, колективі, орієнтованому на імпровізацію, зі складом, який постійно змінювався. Після того, як All Scars розпався, вони вирішили разом створити гурт.
Джеймс Канті, Джеррі Бушер грають на всіх інструментах, включаючи гітару, бас, барабани, клавішні, семплер і трубу.
Вони випустили мініальбом Bug Man у 2002 році та сингл Hatred Mace/For Sylvia у 2003 році, обидва на лейблі Arrest Records.
У 2005 році гурт French Toast випустив свій перший альбом In A Cave на лейблі Dischord Records.
Пізніше того ж року гурт розширився до тріо з додаванням мультиінструменталіста Бена Гіллігана (Ben Gilligan).
У 2006 році вони випустили свій другий повноформатний альбом Ingleside Terrace на лейблі Dischord Records.
Пізніше у 2006 році гурт French Toast розпався.

## Дискографія

### Мініальбом
- Bugman, EP (2002, Arrest Records)

### Сингл
- Hatred Mace/For Sylvia, Single (2003, Arrest Records)

### Альбоми
- In A Cave, LP (2005, Dischord Records)
- Ingleside Terrace, LP (2006, Dischord Records)

### Збірники різних виконавців
- Radio CPR: Begin Live Transmission (пісня Breakfast, 2003, Dischord Records)[7]
- Box Set Bonus Tracks 2000—2008 (пісня Off Center, 2008, Dischord Records)[8]